# Entreprise nationale des industries électroménagers
L'Entreprise nationale des industries électroménagers (ENIEM) est une entreprise publique algérienne spécialisée dans la fabrication et la commercialisation d'appareils électroménagers. Elle est située dans la zone industrielle de Oued Aïssi, à 7 Km à l’est de la ville de Tizi Ouzou. L'entreprise est détenue à 100% par le holding Elec El Djazaïr,.
ENIEM possède une capacité de production annuelle de 44 000 réfrigérateurs petit format, 130 000 réfrigérateurs grand format, 55 000 cuisinières et 40 000 climatiseurs.

## Historique
L'ENIEM a été créée le 2 janvier 1983, mais existe depuis 1974 sous la tutelle de la Fondation Sonelec.C'est une institution accréditée selon l'Organisation Internationale de Normalisation (ISO 9002 - ISO 9002) depuis 1998. C'est l'institution économique publique et le descendant de la restructuration de la Fondation Sonelec.
L'entreprise a bénéficié en mai 2024 d’un plan de redressement. Une enveloppe de 3,5 milliards de dinars a été octroyée à ce complexe industriel pour lui permettre d’insuffler une nouvelle dynamique économique,.

## Produits
- Cuisinières
- Réfrigérateurs
- Congélateurs
- Climatiseurs
- Machines à laver
- Chauffe-eaux
- Chauffages